# Everette B. Howard

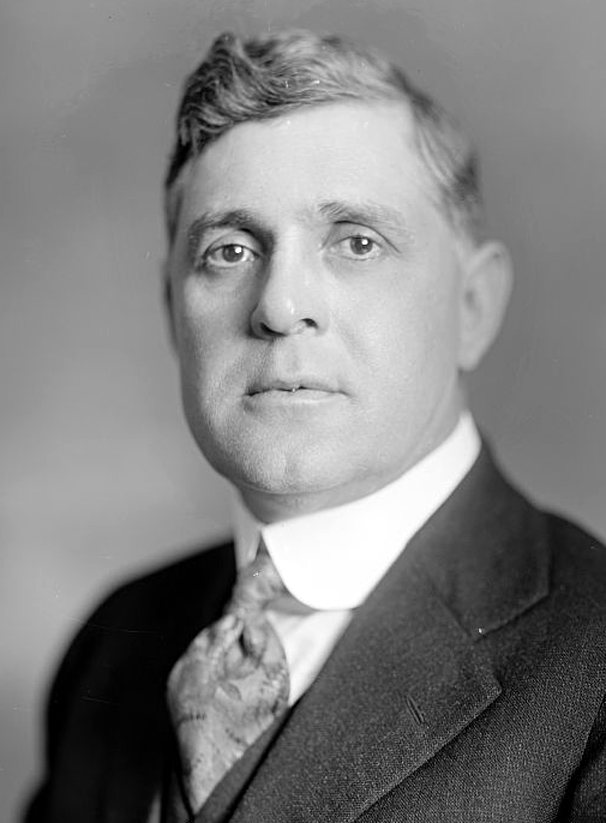
Everette B. Howard

Everette Burgess Howard (* 19. September 1873 in Morgantown, Butler County, Kentucky; † 3. April 1950 in Midland, Texas) war ein US-amerikanischer Politiker. Zwischen 1919 und 1927 vertrat er mehrfach den ersten Wahlbezirk des Bundesstaates Oklahoma im US-Repräsentantenhaus.

## Werdegang
Everette Howard besuchte die öffentlichen Schulen seiner Heimat und erlernte anschließend das Druckerhandwerk. Danach stieg er in Kentucky, Oklahoma und Missouri in das Zeitungsgeschäft ein. Im Jahr 1905 zog er nach Tulsa im Oklahoma-Territorium. Dort betrieb er eine Ziegelei und betätigte sich im Gas- und Ölgeschäft.
Politisch wurde Howard Mitglied der Demokratischen Partei. Zwischen 1911 und 1915 war er Mitglied des Öffentlichkeitsausschusses von Oklahoma und von 1915 bis 1919 leitete er als State Auditor den Rechnungshof dieses Staates. 1918 wurde Howard in das US-Repräsentantenhaus gewählt, wo er am 4. März 1919 den Republikaner Thomas Alberter Chandler ablöste. Da er die Wahlen des Jahres 1920 gegen Chandler verlor, konnte er zunächst bis zum 3. März 1921 eine Legislaturperiode im Kongress absolvieren. Bei den nächsten Wahlen im Jahr 1922 schaffte Howard dann den erneuten Einzug in das Repräsentantenhaus. Dort absolvierte er zwischen dem 4. März 1923 und dem 3. März 1925 eine weitere Legislaturperiode. Im Jahr 1924 bewarb er sich nicht um eine erneute Wiederwahl. Stattdessen kandidierte er innerhalb seiner Partei erfolglos für die Nominierung als US-Senator. Im Jahr 1926 wurde er ein weiteres Mal in den Kongress gewählt, wo er zwischen 1927 und 1929 noch eine Amtszeit verbrachte.
Nach dem Ende seiner Zeit im Kongress widmete sich Howard wieder seinen privaten Geschäften in der Gas- und Ölbranche in Oklahoma und Texas.